# 28 pr. n. št.
28 pr. n. št. je bilo po julijanskem koledarju navadno leto, ki se je začelo na soboto, nedeljo ali ponedeljek, ali pa prestopno leto, ki se je začelo na soboto ali nedeljo (različni viri navajajo različne podatke). Po proleptičnem julijanskem koledarju je bilo navadno leto, ki se je začelo na soboto.
V rimskem svetu je bilo znano kot prvo leto sokonzulstva Oktavijana in Agripe, pa tudi kot leto 726 ab urbe condita.
Oznaka 28 pr. Kr. oz. 28 AC (Ante Christum, »pred Kristusom«), zdaj posodobljeno v 28 pr. n. št., se uporablja od srednjega veka, ko se je uveljavilo številčenje po sistemu Anno Domini.

## Dogodki
- 10. maj - kitajski astronomi zabeležijo prvo znano opazovanje Sončeve pege.
- Rimski senat podeli Gaju Oktavijanu naziv imperium maius (vrhovni poveljnik) rimske vojske.